# TMEM30A
TMEM30A (англ. Transmembrane protein 30A) – білок, який кодується однойменним геном, розташованим у людей на 6-й хромосомі. Довжина поліпептидного ланцюга білка становить 361 амінокислот, а молекулярна маса — 40 684.
| 10         |  | 20         |  | 30         |  | 40         |  | 50         |
| ---------- |  | ---------- |  | ---------- |  | ---------- |  | ---------- |
| MAMNYNAKDE |  | VDGGPPCAPG |  | GTAKTRRPDN |  | TAFKQQRLPA |  | WQPILTAGTV |
| LPIFFIIGLI |  | FIPIGIGIFV |  | TSNNIREIEI |  | DYTGTEPSSP |  | CNKCLSPDVT |
| PCFCTINFTL |  | EKSFEGNVFM |  | YYGLSNFYQN |  | HRRYVKSRDD |  | SQLNGDSSAL |
| LNPSKECEPY |  | RRNEDKPIAP |  | CGAIANSMFN |  | DTLELFLIGN |  | DSYPIPIALK |
| KKGIAWWTDK |  | NVKFRNPPGG |  | DNLEERFKGT |  | TKPVNWLKPV |  | YMLDSDPDNN |
| GFINEDFIVW |  | MRTAALPTFR |  | KLYRLIERKS |  | DLHPTLPAGR |  | YSLNVTYNYP |
| VHYFDGRKRM |  | ILSTISWMGG |  | KNPFLGIAYI |  | AVGSISFLLG |  | VVLLVINHKY |
| RNSSNTADIT |  | I          |  |            |  |            |  |            |

A: Аланін

C: Цистеїн

D: Аспарагінова кислота

E: Глутамінова кислота

F: Фенілаланін

G: Гліцин

H: Гістидин

I: Ізолейцин

K: Лізин

L: Лейцин

M: Метіонін

N: Аспарагін

P: Пролін

Q: Глутамін

R: Аргінін

S: Серин

T: Треонін

V: Валін

W: Триптофан

Задіяний у таких біологічних процесах, як транспорт, транспорт ліпідів, ацетилювання, альтернативний сплайсинг. 
Локалізований у клітинній мембрані, мембрані, цитоплазматичних везикулах, апараті гольджі.